# Pandemia de COVID-19 na Somalilândia
Este artigo documenta os impactos da pandemia de coronavírus de 2020 em Somalilândia e pode não incluir todas as principais respostas e medidas contemporâneas.

## Cronologia

### 31 março
Em 31 de março, o Ministro da Saúde da Somalilândia anunciou que o governo confirmou os dois primeiros casos de coronavírus na Somalilândia,  essas duas pessoas estavam entre os três suspeitos que foram colocados em quarentena pelo Ministério da Saúde e tiveram seu DNA enviado ao exterior para testes.